# Ioel (carte)

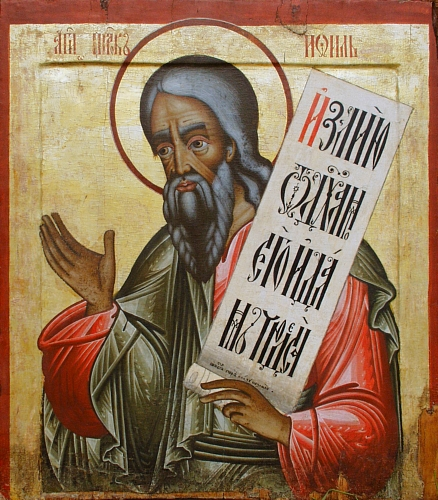
Pictură rusească care-l prezintă pe profetul Ioel

Ioel sau Ioil este numele unui prooroc din Vechiul Testament, și este totodată și numele cărții vechi-testamentare atribuite lui.

## Etimologie
Ioel, în româna veche: Ioil, era un nume ebraic frecvent printre fiii lui Israel, și însemna „Iahve este Dumnezeu" (o combinație între forma scurtă pentru Iahve, și termenul „El”; vezi articolul pentru Dumnezeu).

## Proorocul Ioel
Biografia scriitorului cărții nu este consemnată nicăieri. Se presupune că era originar din regatul de sud (Regatul Iuda) și că acolo și-a desfășurat activitatea. Nici despre epoca în care a trăit nu avem nici un fel de informație. Deoarece în canonul Vechiului Testament, cartea sa a fost așezată între Osea și Amos, o seamă de biografi îl situează în secolul VIII î. H. 

## Cartea lui Ioel
În carte, profetul Ioel discută patru subiecte principale:
(a) devastările grozave produse de plăgile succesive de lăcuste. Invazia lăcustelor a putut fi un eveniment real, dar, așa cum se petrece în istoria sacră, evenimentul real capătă o încărcătură simbolică atunci când este proiectat în perspectiva profetică. El poate fi interpretat alegoric, ca prevestind invazia unor neamuri păgâne, dar și apocaliptic, ca o succesiune de catastrofe - umane și cosmice - ce vor preceda eshatonul;
(b) rodnicia reînnoită a pământului în urma pocăinței lui Israel;
(c) darurile Duhului;
(d) judecata finală a popoarelor care au năpăstuit pe Israel și binecuvântarea viitoare a țării lui Iuda.
În toate aceste subiecte sunt întrețesute referiri primare și escatologice. În plan moral, Ioel este un profet al căinței, act răsplătit prin bunuri materiale și spirituale.

## Legături cu Vechiul și Noul Testament
Există mai multe paralele ale limbajului între cartea lui Ioel și alte profeții din Vechiul Testament. Acestea pot reprezenta interpretarea literară a altor profeți realizată de Ioel sau invers.
În Noul Testament, profeția sa privind revărsarea Duhului Sfânt al lui Dumnezeu asupra tuturor oamenilor speciali a fost citată de apostolul Petru în predica sa de Rusalii (Faptele apostolilor, cap. 2).
Tabelul de mai jos reprezinta unele dintre aceste citate și aluzii explicite între anumite pasaje din Ioel și pasaje din Vechiul și Noul Testament.
| Ioel         | Vechiul Testament          | Noul Testament      |
| ------------ | -------------------------- | ------------------- |
| 1:6 & 2:2–10 |                            | Apocalipsa 9:3, 7–9 |
| 1:15         | Isaia 13:6 Ezechiel 30:2–3 |                     |
| 2:1          | Țefania 1:14-16            |                     |
| 2:1-2        | Amos 5:18, 20              |                     |
| 2:11         | Maleahi 3:2                |                     |
| 2:27         | Isaia 45:5 Ezechiel 36:11  |                     |
| 2:28–32      |                            | Fapte 2:16–21       |
| 2:31         | Malachi 4:5                |                     |
| 2:32         | Obadia 17                  | Romani 10:13        |
| 3:10         | Isaia 2:4 Mica 4:3         |                     |
| 3:16         | Amos 1:2                   |                     |
| 3:17         | Obadia 17                  |                     |
| 3:18         | Amos 9:13                  |                     |